# Jonas Batista Alves
Jonas Batista Alves (Salvador, 15 de outubro de 1956) é um militar e político brasileiro.
Cursou o Primário na Escola Municipal Menino Jesus em 1967 e o Secundário no Colégio Luíz Tarquínio em 1974.
Presidente do Esporte Clube Ipiranga, de 1990 a 1991; presidente da Sociedade de Sub-tenentes e Sargentos da Polícia Militar do Estado da Bahia, de 1989 a 1992; sargento da Polícia Militar, na Reserva, desde 1994; administrador regional (AR-XIII) de Pau da Lima, de 1995 a 1998.
Eleito vereador em Salvador pelo Partido Democrata Cristão (PDC), de 1989 a 1992; renunciou ao mandato em jan.1991; deputado estadual pelo Partido da Reconstrução Nacional (PRN), de 1991 a 1995.